# Zémio
Zémio är en ort i Centralafrikanska republiken.   Den ligger i prefekturen Haut-Mbomou, i den östra delen av landet, 700 km öster om huvudstaden Bangui. Zémio ligger 579 meter över havet och antalet invånare är 14 000.